# ほしの島のにゃんこ
『ほしの島のにゃんこ』はコロプラのスマートフォン向けシミュレーションゲーム。同社の知育アプリ用ブランド「くまべあ」の第1弾。サービス期間は2014年3月10日 - 2025年8月20日。

## テレビアニメ
2018年10月6日から2019年3月30日までTOKYO MXにて放送していた。新華投、エノキフイルム、クロックワークスなどが製作に参加している。

### 登場キャラクター

#### 主要キャラクター
ポピ
声 - 藤村歩
いつも明るく元気な、みんなのリーダー。負けず嫌いで、何でも楽しんじゃう男の子。夢は“ほしの島”を住みやすい島に開拓すること。赤いチョッキを着ている。
トト
声 - 池田朋子
3にゃんこの中で一番背が高い。物知りでみんなの知恵袋的存在。青いチョッキを来て、眼鏡をかけている。
マオ
声 - 日野まり
3にゃんこの中で一番背が低くやや小太り。わずかなにおいでも察知する正確な食べ物センサーを持っている。黄色いチョッキを着ている。
リドリー
声 - 恒松崇
帽子をかぶったカモメ。3にゃんこの生活を空からサポートしている。

#### その他のキャラクター
グラドン
声 - 岩崎征実
島の先住民のモグラ。頭に星柄のバンダナを巻きサングラスをかけている。ほしの島の主を自称しており、たくさんの子分（モッピー、声 - 浅野そら）を引き連れている。ポピたちが来た当初は自分たちの島を荒らしに来たと快く思っていなかった。ビッグ・ママと違いポピたちにパンケーキをご馳走になっても、警戒心を解かなかった。
ビッグ・ママ
声 - 杉本ゆう
島の先住民のカニ。その名の通りカニとしては大きな体をしており、関西弁をしゃべる。たくさんの小さなカニの子分（カニーズ、声 - 永竹功幸）を引き連れている。グラドンと同じくポピたちが来た当初は島を荒らしに来たと誤解し快く思っていなかったが、パンケーキをご馳走になって仲良くなり、開拓を応援するようになる。
モモ
声 - 幸村恵理
ピンク色の体、将来はパパのような大工さん
ハル
声 - 上田燿司
黒猫でモモのパパ
サクラ
声 - 藤井アユ美
桜色の体。花飾り。
コテツ
声 - 阪口大助
サクラの兄、深緑色の体。
ドラスキー
声 - 星野充昭
バトラー
声 - 梅津秀行
王様で、ポピのパパ

### スタッフ
- 原作 - 株式会社コロプラ(シミュレーションゲーム「ほしの島のにゃんこ」より)
- 監督 - 丸山知美
- シリーズ構成・脚本 - 國澤真理子
- 絵コンテ・演出 - 島崎奈奈子、佐山聖子、飯田崇、山内英子
- キャラクターデザイン - ねこのて工房
- キャラクター設定 - 牧内桃子
- 美術監督・美術デザイン - 中原英統
- CG監督 - 岩谷和行
- 音響監督 - 早川陽一
- 音楽監督 - 亀川浩未、村田晋治
- 音楽・音楽製作 - インクルード、PD/Ongaq
- アニメーション（3DCG合成） - 大連乾豪動漫有限公司
- 3DCG監督 - 程興龍
- アニメーションプロデューサー - 吉岡祥平、金子勉、余威辰、劉小利
- プロデューサー - 萩原浩司、森先一哲、蒋豊、石巍、林道国、小澤文啓
- エグゼクティブプロデューサー - 榎善教
- 企画 - 今西和人、楊熹微、馬場功淳、武智恒雄
- アニメーション制作 - アニメーション・プラネット
- 製作 - にゃんこプロジェクト(新華投株式会社、エノキフイルム、クロックワークス)
- 著作権表記 - ©コロプラ／新華投・エノキ・にゃんこプロジェクト

### 主題歌
オープニングテーマ「さあ、進め！」
作詞 - 穂高浩 / 作・編曲 - 村田晋治 / 歌 - 清水理沙 with IPD voice
エンディングテーマ「朝ニャンD.A.N.C.E.」
作詞 - 丸山知美 / 作曲 - 亀川浩未 / 編曲 - DROP K / 歌 - MERI+Noriyuki, Kanami, Haato & 島のにゃんこたち

## 各話リスト
| 話数   | サブタイトル                     |
| ------ | -------------------------------- |
| 第1話  | ほしの島のユートピア             |
| 第2話  | 野菜がいっぱいベジダンス！       |
| 第3話  | お手伝いにゃんこがやってきた！   |
| 第4話  | ドッカーン名物大作戦！           |
| 第5話  | サクラのおしゃれブティック       |
| 第6話  | モモの心 ハル知らず              |
| 第7話  | センチメンタルにゃんこ           |
| 第8話  | トマトは野菜かくだものか!?       |
| 第9話  | 渡り鳥のリドリー                 |
| 第10話 | 甘くて苦いカカオトラブル！       |
| 第11話 | 魚！魚！おさかな大作戦！         |
| 第12話 | ほしの島のクリスマス             |
| 第13話 | グラドンの雨やどり               |
| 第14話 | にゃんこの王様・ドラスキー       |
| 第15話 | 空も飛べるカニ？                 |
| 第16話 | トトのラブソングフラワー         |
| 第17話 | わくわく探検！夜の島             |
| 第18話 | マオの恋する奇想曲<カプリッチョ> |
| 第19話 | ポピの大事な宝物                 |
| 第20話 | 器用な王様と不器用なパパ         |
| 第21話 | 開店！グラドンショップ           |
| 第22話 | コテツはつらいよ                 |
| 第23話 | 発見！冒険！秘密の洞窟           |
| 第24話 | てやんでい！家をたてるぜえ       |
| 第25話 | ケンカするほど仲がいい！？       |
| 第26話 | ぼくらのほしの島                 |

### 放送局
| 放送期間        | 放送時間                     | 放送局   | 対象地域 | 備考                                    |
| --------------- | ---------------------------- | -------- | -------- | --------------------------------------- |
| 2018年10月6日 - | 土曜 7:55 - 8:10             | TOKYO MX | 東京都   |                                         |
| 2019年1月13日 - | 日曜 0:30 - 1:00（土曜深夜） | AT-X     | 日本全域 | CS放送 / リピート放送あり / 2話ずつ放送 |